# Phoenix Centre
Il Phoenix Center (nome completo Phoenix International Media Center, in cinese 凤凰国际传媒中心S) è un edificio ad uso uffici e studio di produzione di proprietà di Phoenix Satellite TV, una delle principali emittenti televisive private cinesi, situato nel distretto di Chaoyang a Pechino. Nel 2017 ha vinto l'Outstanding Structure Award dell'International Association for Bridge and Structural Engineering.

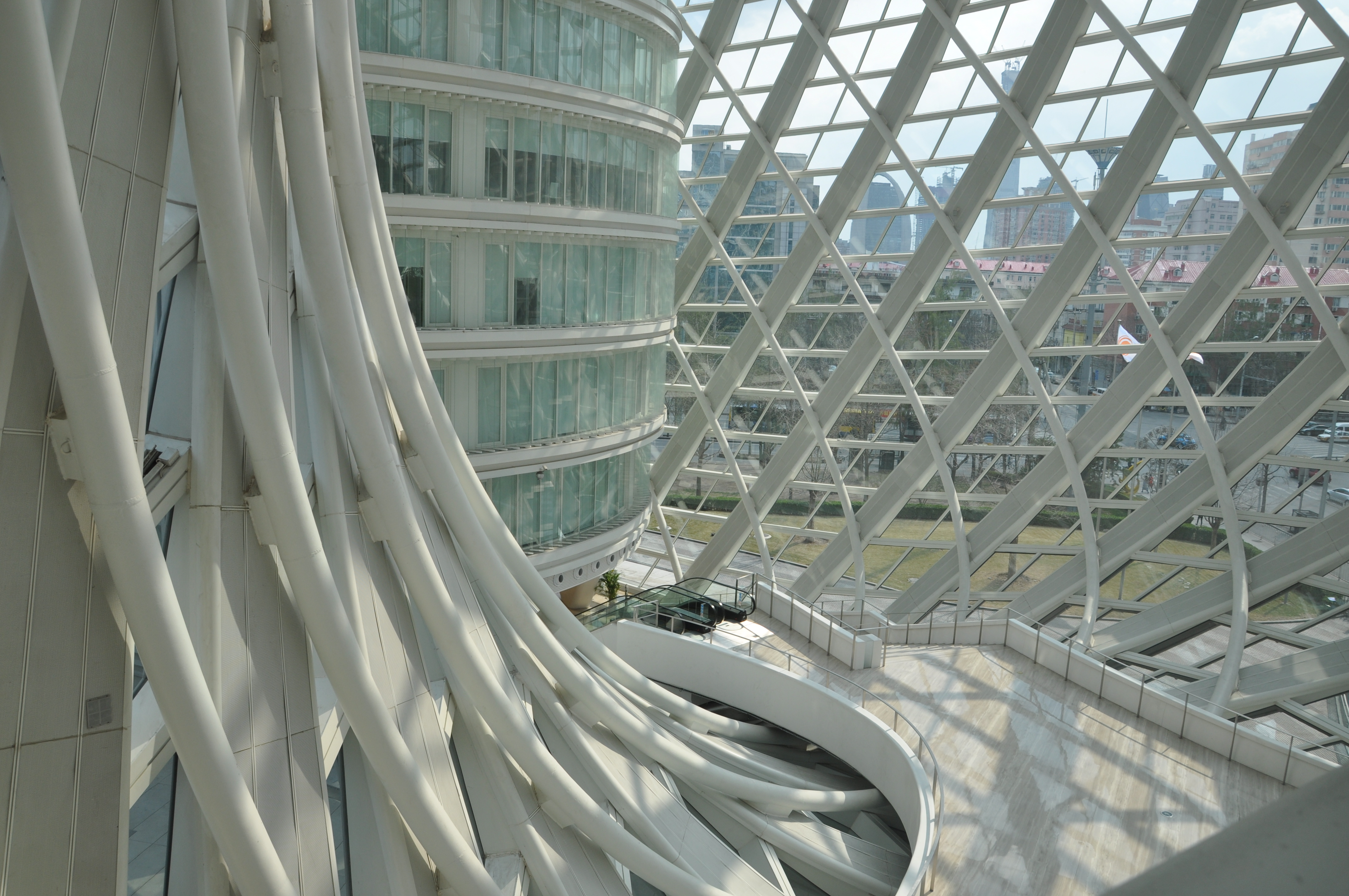
Vista dell'interno dell'edificio

La costruzione dell'edificio è iniziata nel 2008 su progetto dell'architetto cinese Shao Weiping del Beijing Institute of Architecture Design, UFo, che aveva lavorato con Normal Foster all'ampliamento dell'aeroporto di Pechino-Capitale. La forma della struttura, ispirata al nastro di Möbius, nell'idea del suo ideatore vuole rappresentare la ricerca spirituale della saggezza e dell'ideale da parte della Phoenix TV, e al contempo ricorda l'equilibrio tra Yin e Yang della fenice mitologica.
L'edificio si trova all'estremità sud ovest del Chaoyang Park, nell'omonimo distretto di Pechino. Copre una superficie in pianta di 18.000 m² e ha una superficie utile di 72.000 m² distribuiti su 12 piani. L'altezza massima dell'edificio è di 54 metri. La struttura esterna è formata da 3800 pannelli di vetro di differenti forma e dimensioni.